# Maclura tinctoria
Maclura tinctoria là một loài thực vật có hoa trong họ Moraceae. Loài này được (L.) D.Don ex Steud. mô tả khoa học đầu tiên năm 1841.

## Hình ảnh

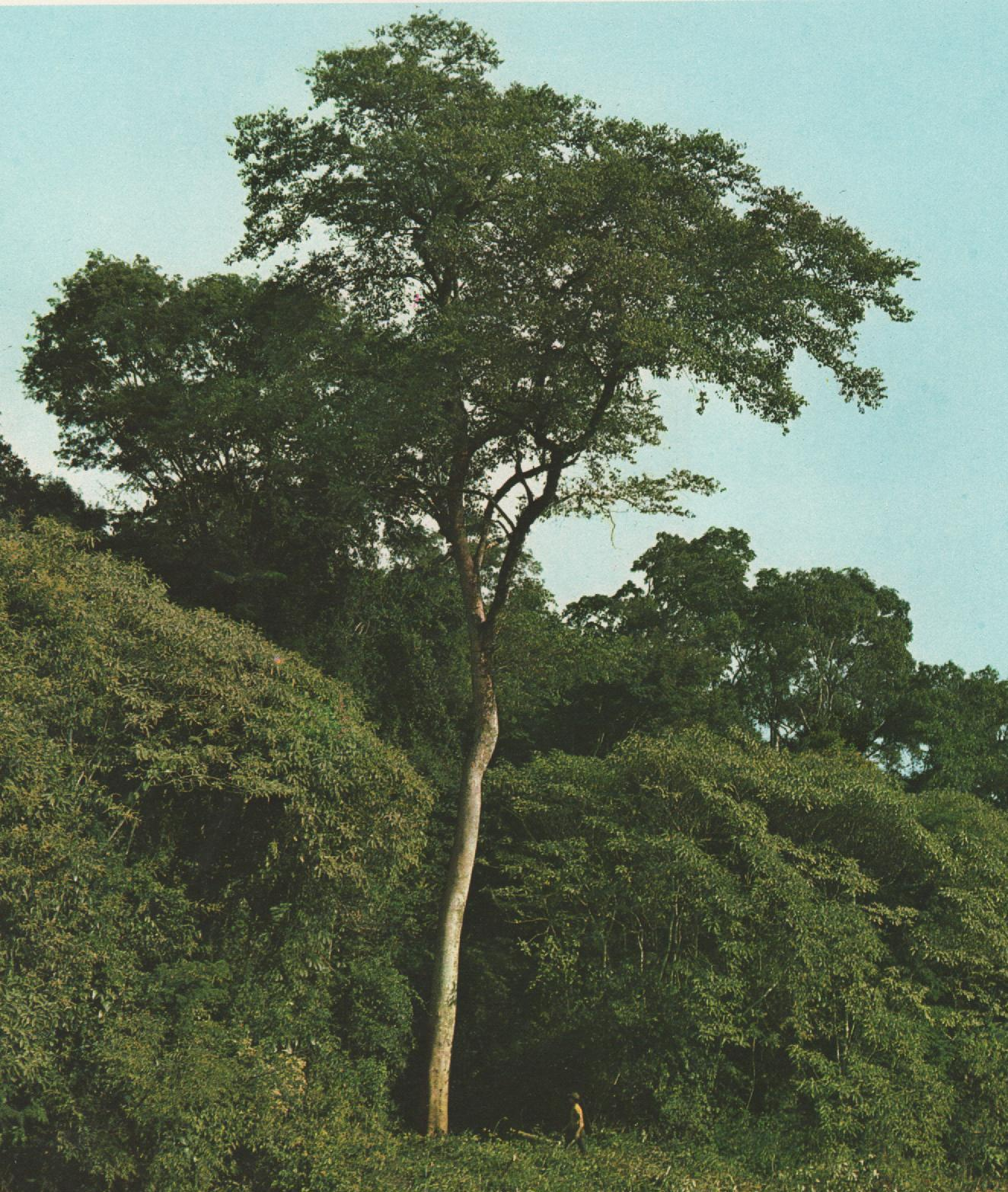